# Brihtwine
Brihtwine ou Beorhtwine est un prélat anglais du début du XIe siècle. Il est le onzième évêque de Wells.

## Biographie
D'après le chroniqueur du XIIe siècle Guillaume de Malmesbury, l'évêque de Wells Æthelwine est déposé au profit de Brihtwine, puis rétabli, puis à nouveau déposé, toujours au profit de Brihtwine. Pour l'historienne Susan Kelly, ce récit reflète peut-être une confusion entre les deux évêques de Sherborne du début du XIe siècle nommés Brihtwine d'une part et les évêques de Wells nommés Brihtwine et Brihtwig d'autre part.
Il semble néanmoins que Brihtwine de Wells soit l'évêque qui apparaît sur deux chartes du roi Knut le Grand en 1023, et que ce soit aussi lui qui participe au transfert des reliques d'Alphège de Cantorbéry la même année. Dans la mesure où Brihtwig apparaît comme évêque de Wells en 1024, Brihtwine est probablement mort entre ces deux années,.